# 卡斯特羅維爾 (加利福尼亞州)
卡斯特羅維爾（英語：Castroville）是位於美國加利福尼亞州蒙特雷縣的一個人口普查指定地區。

## 地理
卡斯特羅維爾的座標為36°45′57″N 121°45′29″W / 36.76583°N 121.75806°W，而該地最高點為海拔高度7米（即23英尺）。

## 人口
根據2010年美國人口普查的數據，卡斯特羅維爾的面積為2.737平方千米，均為陸地。當地共有人口6481人，而人口密度為每平方千米2,367人。